# Russophile Bewegung in Galizien

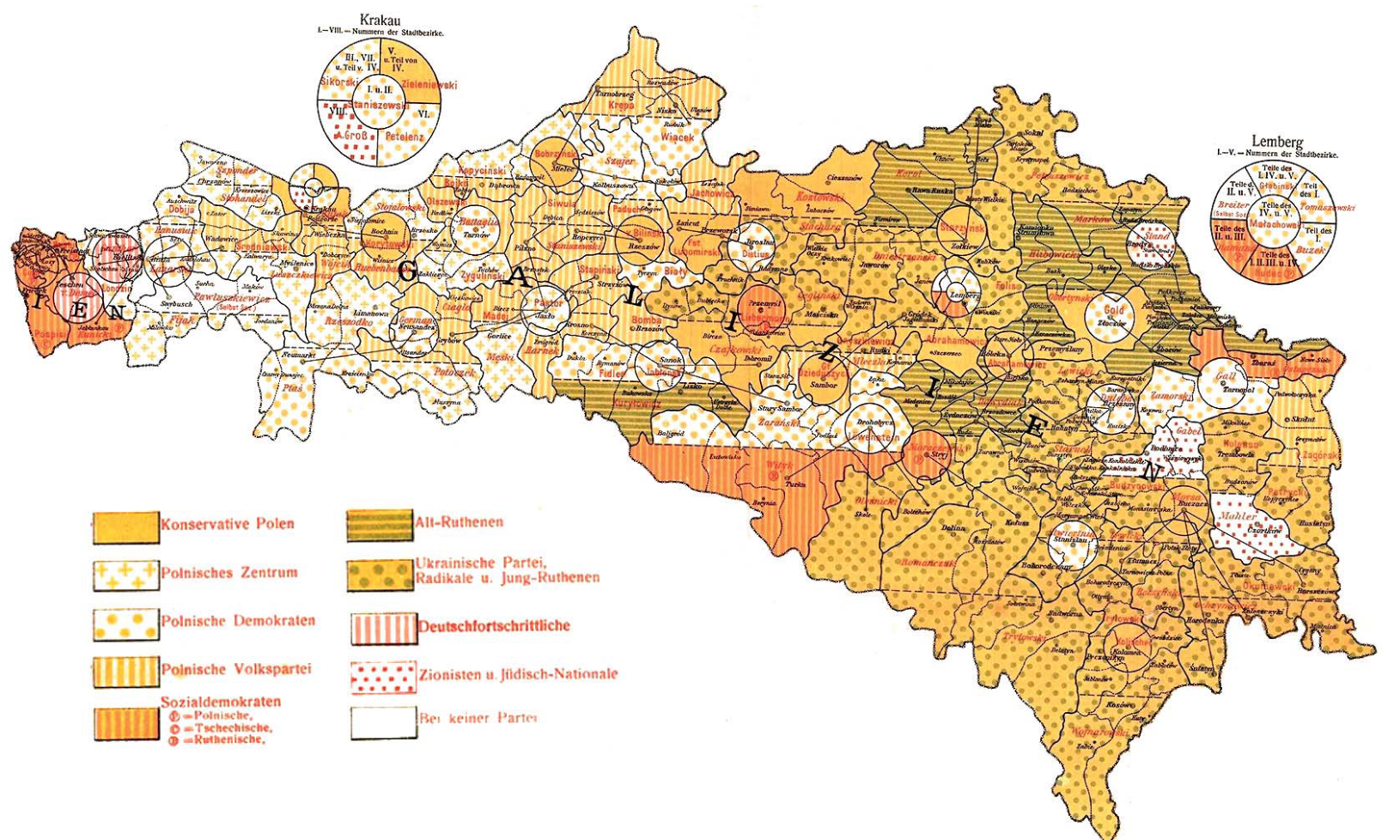
Wahlkarte Galiziens (1907), Alt-Ruthenen — gemäßigte russophile Bewegung

Die russophile Bewegung in Galizien war eine kulturelle Strömung unter den Ruthenen (Ostslawen) der Habsburgermonarchie. Die Vertreter der Russophilen propagierten die Zugehörigkeit der Ruthenen zum gesamtrussischen Volk und betonten die gemeinsamen kulturellen Bande mit den Russen, die seit der Epoche der Kiewer Rus existieren. Zu den Zielen der russophilen Bewegung zählte die Aufrechterhaltung der ostslawischen Identität und die Rückkehr zum russisch-orthodoxen Christentum anstelle der in der Union von Brest oktroyierten Anbindung an den Katholizismus.
Die österreichisch-ungarischen Behörden betrachteten die russophile Bewegung in Galizien, Transkarpatien und Bukowina mit großem Argwohn und unterstützten als ihr Gegengewicht die ukrainophile Bewegung unter den Ruthenen. Diese propagierte die größtmögliche Distanz zu den Russen (was sich nicht zuletzt im neugewählten Ethnonym widerspiegelte) und war der Habsburgermonarchie gegenüber sehr loyal. Die ukrainophile Bewegung wurde auch von den polnischen Kreisen unterstützt. Der österreichisch-ungarische Ausgleich 1867 mit einer Autonomie für Polen – das Galizien umfasste – führte jedoch zur Abkehr der Ukrainophilen von Wien: Die loyalen Ukrainer fanden sich in einem von der polnischen Elite beherrschten Reichsteil  wieder und ihre eigenen Bestrebungen um nationale Selbständigkeit innerhalb des Reiches verraten. Der ursprünglich griechisch-katholische Priester Iwan Naumowytsch wurde zum Wortführer einer Bewegung, die angesichts der nunmehr geringen Chancen einer eigenständigen ruthenischen Nationbildung die Orientierung an Russland beförderten.
Nach dem Ausbruch des Ersten Weltkriegs wurden viele führende Intellektuelle und Anhänger der russophilen Bewegung von staatlicher österreichischer Seite starken Repressalien ausgesetzt. Viele von ihnen starben in den Internierungslagern Thalerhof und Theresienstadt, andere flohen mit der zurückweichenden russischen Armee, nachdem diese zwischenzeitlich Galizien erobert hatte. In der Folge war die russophile Bewegung in Galizien marginalisiert und hatte kaum noch Einfluss. Zu der Krise der überwiegend konservativen Bewegung führte auch das Ende der russischen Monarchie und die Machtergreifung der Bolschewiki in Russland.
Zu den führenden Persönlichkeiten der russophilen Bewegung zählten:

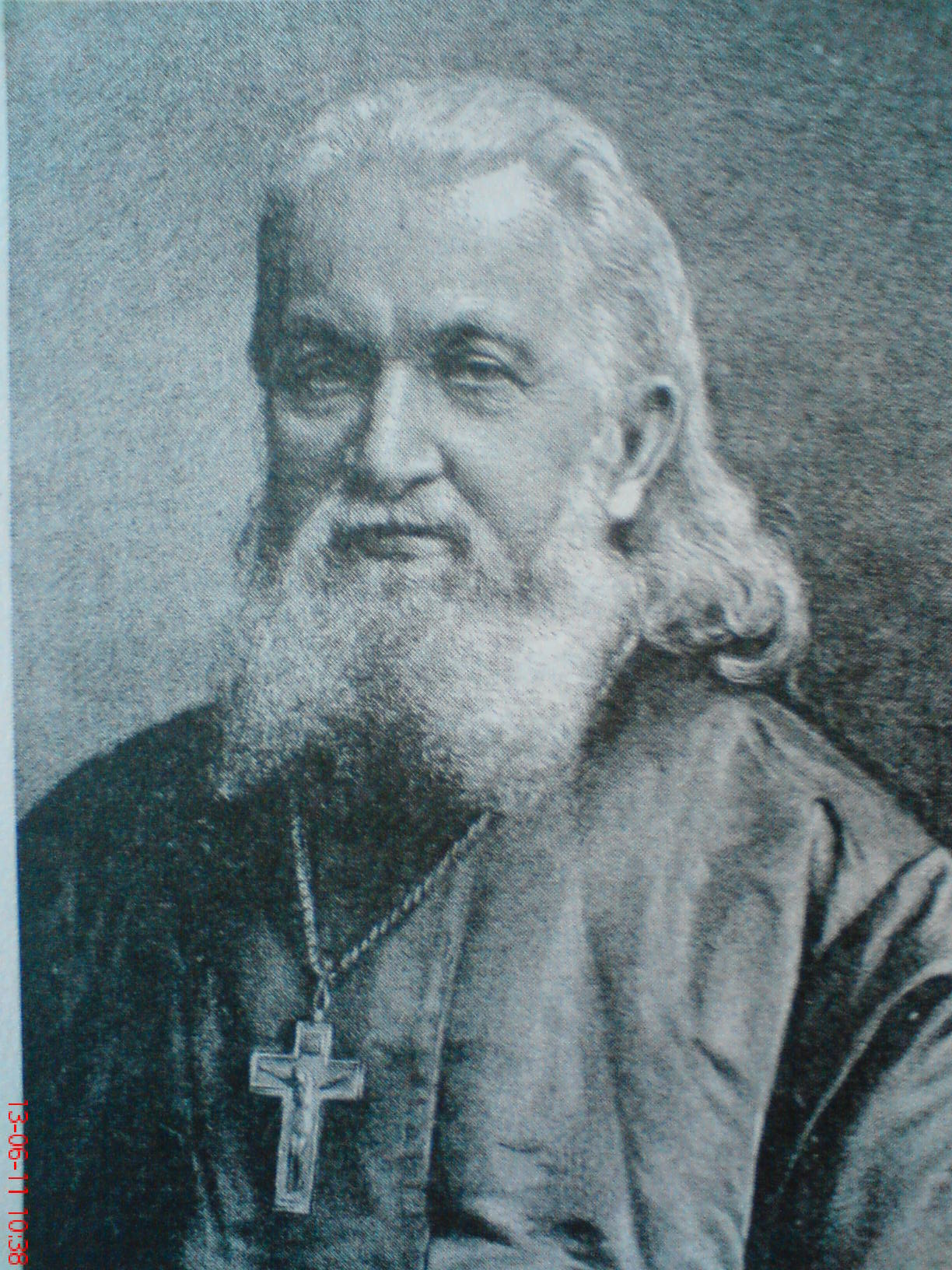
Iwan Naumowytsch, einer der führenden Russophilen Galiziens

- Anton Beskid (1855–1933) — Rechtswissenschaftler und Politiker
- Bohdan Didyzkyj (1827–1909) — Schriftsteller und Journalist
- Adolf Dobrjanský (1817–1901) — Politiker und Schriftsteller
- Iwan Franko (1856–1916) — ukrainischer Schriftsteller und Sozialist, in der Jugend Anhänger der russophilen Bewegung
- Jakiw Holowazkyj (1814–1888) — Dichter, Historiker, Publizist, Rektor der Lemberger Universität
- Ignatij Hudyma (1882–1944) — orthodoxer Priester
- Jossyp Losynskyj (1807–1889) — Ethnograph, Priester, Schriftsteller
- Iwan Naumowytsch (1826–1891) — Schriftsteller und Verleger, Journalist, unierter (später russisch-orthodoxer) Priester
- Antonij Petruschewytsch (1821–1913) — Historiker, Sprachwissenschaftler, Ethnograph
- Isidor Scharanewytsch (1829–1901) — Historiker und Archäologe
- Denys Subryzkyj (1777–1862) — Historiker und Ethnograph